# Olympiapark Komazawa

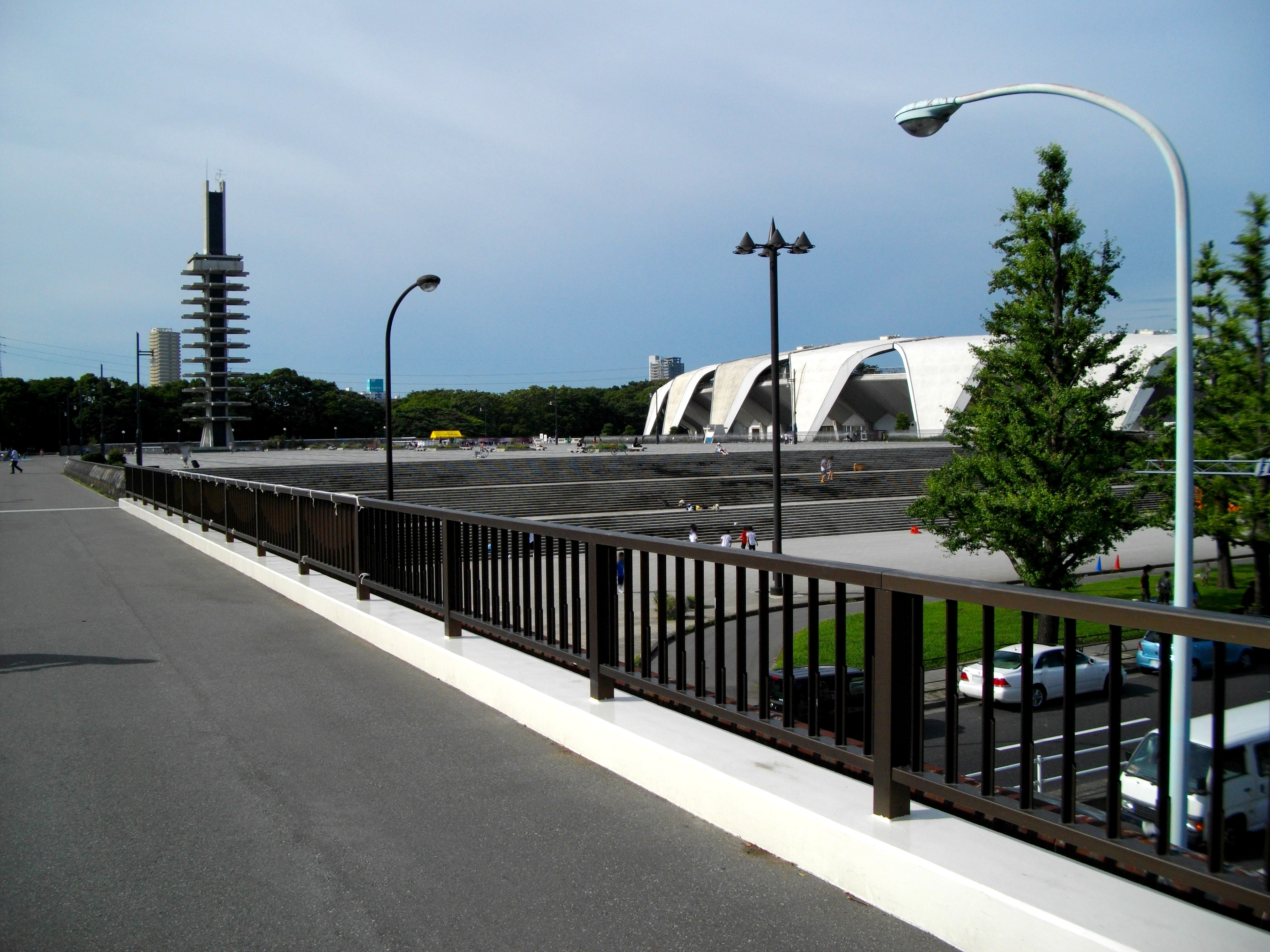
Blick von Südwesten auf das Leichtathletikstadion

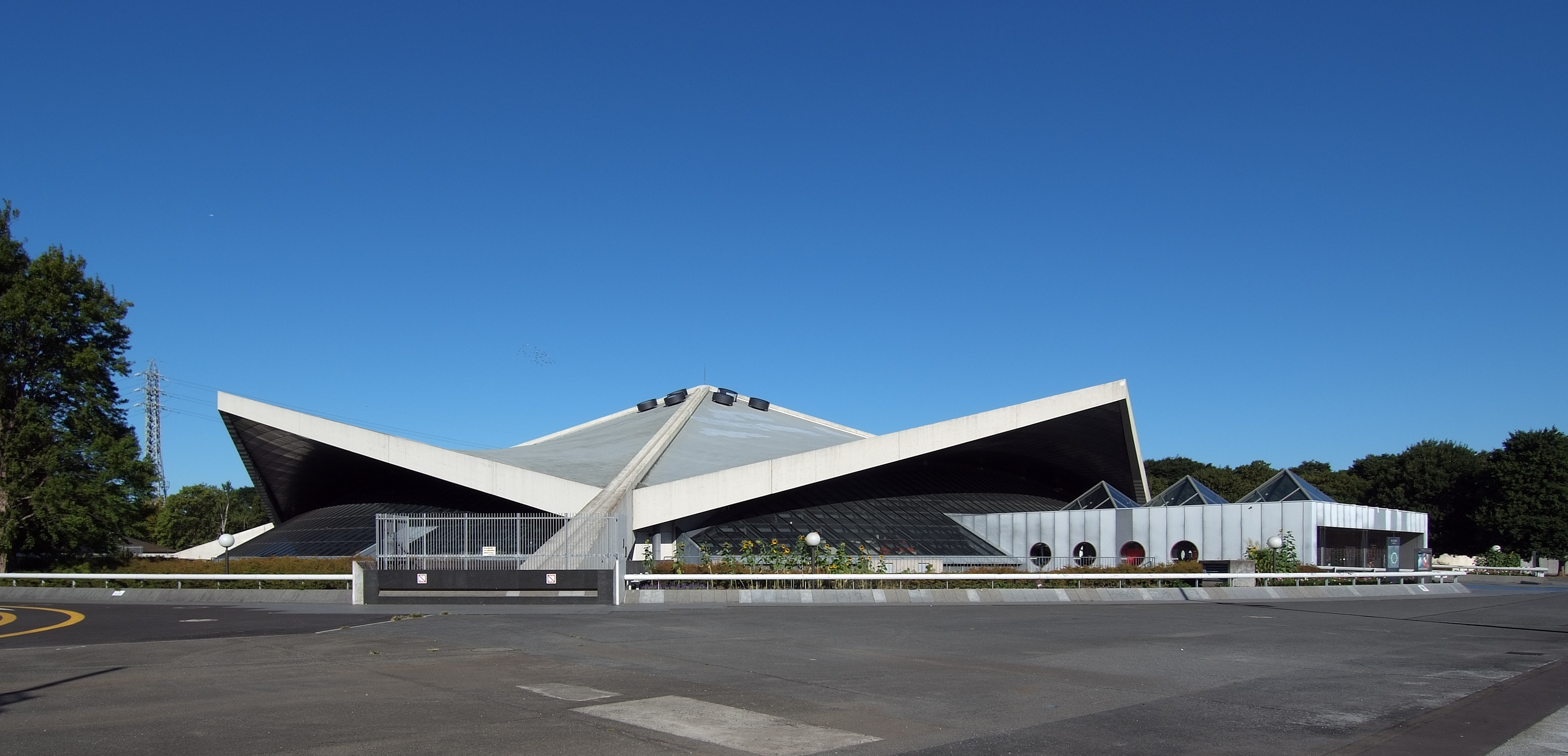
Komazawa Taiikukan

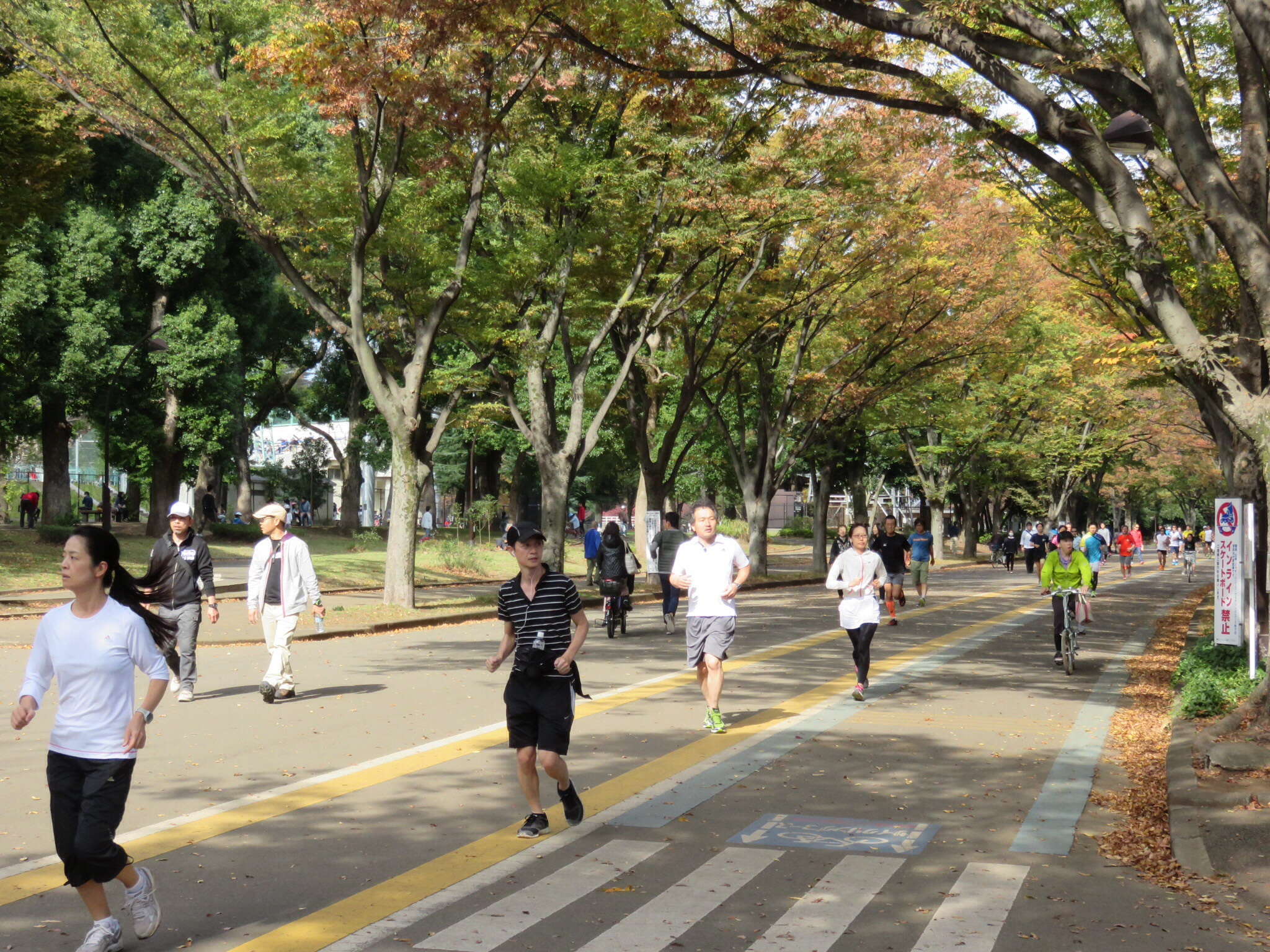
Jogger im Komazawa-Park

Der Olympiapark Komazawa (jap. 駒沢オリンピック公園, Komazawa orimpikku kōen), heute offiziell „allgemeines Sportgelände Olympiapark Komazawa“ (駒沢オリンピック公園総合運動場, Komazawa orimpikku kōen sōgō undōjō) ist ein Park mit mehreren Sportstätten im Bezirk Setagaya im Osten der japanischen Präfektur Tokio. Er hat eine Fläche von rund 41 Hektar und liegt im von Wohngebieten dominierten Südwesten Tokios.
Das 1913 als Golfplatz angelegte Gelände in Komazawa, einem 1932 eingemeindeten südwestlichen Vorort der Stadt Tokio, sollte in Vorbereitung auf die Olympischen Sommerspiele 1940 umgestaltet werden und Ort der Hauptwettkampfstätten sein. Allerdings gab das Kaiserreich die Spiele 1938, ein Jahr nach Kriegsbeginn, zurück. Nach dem Pazifikkrieg machten die Tōei Flyers den Park 1953 zu ihrer Heimat, im September wurde das Komazawa-Baseballstadion (Komazawa yakyūjō) mit Platz für 20.000 Zuschauer eröffnet. Als Tokio dann die Olympischen Sommerspiele 1964 zugesprochen bekam, erwarb die Präfektur 1962 das Gelände und errichtete mehrere Sportstätten, in denen bei den Spielen unter anderem Fußball-, Hockey- und Volleyballspiele ausgetragen wurden.
Die größten Anlagen sind:
- das Komazawa[-Olympiapark-allgemeines-Sportgelände]-Leichtathletikstadion (Komazawa [olympic kōen sōgō undōjō] rikujō kyōgijō, 駒沢[オリンピック公園総合運動場]陸上競技場) im Osten des Parks,
- die Komazawa-Sporthalle (Komazawa taiikukan) westlich davon und
- die Komazawa-Ballsportstadien Nr. 1 und 2 (Komazawa daiichi/daini kyūgijō) im Norden.

Das alte Komazawa-Stadion wurde abgerissen; im Westen des Parks steht seit 1965 ein kleines Baseballstadion, das vor allem für Universitätsbaseball genutzt wird.
Der Großteil des Olympiaparks bildet als Komazawa-Kōen („Komazawa-Park“) einen eigenen Stadtteil mit 0,34 km² (34 ha) Fläche und der Postleitzahl 154-0013 in Setagaya, wobei der Ostteil des Olympiaparks in die Stadtteile Higashigaoka und Yakumo im Bezirk Meguro hineinreicht. Unmittelbar nördlich des Parks liegt der Hauptcampus der privaten Komazawa-Universität, etwas weiter nördlich befindet sich auch der gleichnamige Bahnhof an der Den’entoshi-Linie. Östlich des Parks liegt ein zentralstaatliches Krankenhaus, das „Medizinische Zentrum Tokio“ (Tōkyō iryō center).